# Dieta de tipus occidental

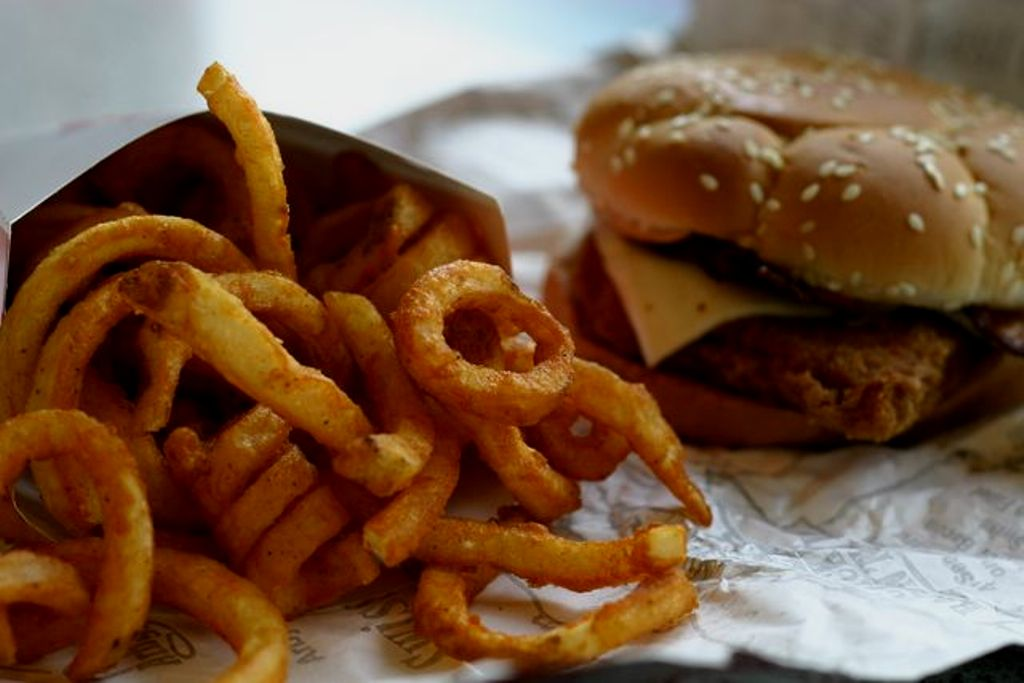
Mostra de dieta de tipus occidental, centrada en fregits i carn vermella.

La dieta de tipus occidental és un patró dietètic modern que es caracteritza generalment per una ingesta elevada de aliments precuinats, cereals refinats, carn vermella, carn processada, beguda amb alt contingut en sucres, caramels i dolços, aliments fregits, productes animals produïts industrialment, mantega i altres productes lactis rics en greixos, ous, patates, blat de moro i baix consum de fruites, verdures, cereals integrals, productes animals criats en pastures, peix, fruites de closca i llavors.
L'anàlisi de patrons dietètics se centra en les dietes generals (com la dieta mediterrània) en lloc d'aliments o nutrients individuals. En comparació amb la "dieta de patró prudent", que té proporcions més altes de "fruites, verdures, cereals integrals, i aviram", la dieta del patró occidental s'associa amb un major risc de malaltia cardiovascular i obesitat.